# Бонна д’Артуа
Бонна д’Артуа (1396 — 17 сентября 1425) — графиня Невера в браке с Филиппом II Бургундским и герцогиня Бургундии в браке с Филиппом III Бургундским. В 1415—1424 годах была регентом Невера при малолетнем сыне Карле I.

## Биография
Бонна была дочерью Филиппа д’Артуа, графа д’Э и Марии Беррийской, дочери Жана Беррийского.

### Графиня Невера
20 июня 1413 года в Бомон-ан-Артуа она стала второй женой Филиппа II, графа Невера. Он был сыном Филиппа Смелого и Маргариты III, графини Фландрии. У них было два сына:
- Карл (1414—1464) — граф Невера в 1415—1464 годах; и
- Жан (1415—1491) — граф Невера в 1464—1491 годах.

Филипп был убит в битве при Азенкуре в 1415 году с королём Англии Генрихом V, который выиграл битву против Карла д’Альбре и короля Франции Карла VI.

### Регент
После гибели Филиппа, их старший сын Карл, которому был всего год, стал графом Невера. Бонна была регентом сына с 1415 по 1424 год. [1] Она наследовала своей тёте Жанне д’Артуа как мадемуазель де Дрё и дама де Уден.

### Герцогиня Бургундии
Через девять лет после смерти Филиппа 30 ноября 1424 года в Мулен-ле-Энгельберте Бонна вышла замуж за его племянника, Филиппа Доброго, герцога Бургундии. Его первая супруга Мишель Французская не оставила выживших детей и умерла молодой, поэтому Филипп женился на Бонне.
Брак Бонны и Филиппа был бездетным и длился чуть больше года. Бонна умерла 15 сентября 1425 года в Дижоне в возрасте двадцати девяти лет.